# Maestro de la Adoración de los Magos del Prado

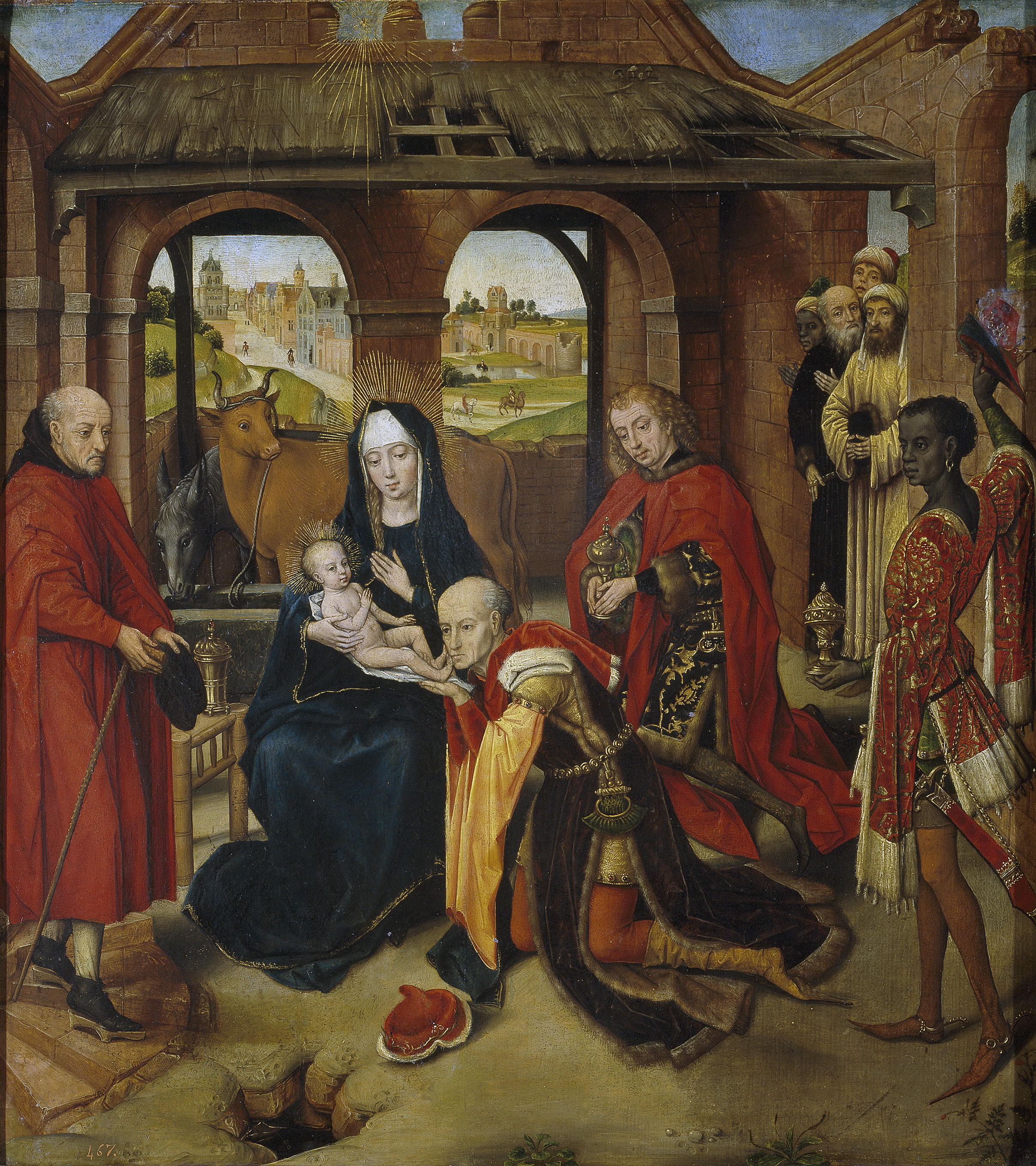
Adoración de los Magos, óleo sobre tabla, 60 x 55 cm, Madrid, Museo del Prado.

Maestro de la Adoración de los Magos del Prado es la denominación convencional con la que se conoce a un pintor anónimo flamenco, activo posiblemente en Bruselas en el tercer cuarto del siglo XV, seguidor de Rogier van der Weyden.
Debe su nombre a una tabla con la Adoración de los Magos conservada en el Museo del Prado, copiada libremente de la tabla central del Altar Columba de Van der Weyden (Múnich, Alte Pinakothek), del que el copista anónimo podría haber conocido los estudios previos y trabajado sobre ellos, a juzgar por los cambios efectuados en una fase posterior por Van der Weyden, principalmente en la postura del Niño y en su relación con el rey más cercano, según se aprecia en la reflectografía infrarroja.
La tabla, que en el pasado estuvo atribuida a Hans Memling, quien la habría pintado en los inicios de su carrera, antes de 1464, y según el historiador del arte belga Georges Hulin de Loo, trabajando en el taller de Rogier van der Weyden, habría formado parte de un políptico desmembrado en fecha ignorada, al que también habrían pertenecido la Virgen Anunciada de la Burrell Collection de Glasgow, fragmento de una Anunciación sin el arcángel Gabriel, y la Presentación en el templo, de la National Gallery of Art, derivadas ambas también de las tablas laterales del Altar Columba. A estas tres tablas se agregaron posteriormente por razones estilísticas otras dos escenas de la infancia de Jesús que asimismo habrían formado parte del entonces llamado políptico Hulin de Loo: la Natividad del Birmingham Museum and Art Gallery, que se desarrolla en el mismo escenario de la Epifanía del Prado visto desde otra perspectiva, y un Descanso en la huida a Egipto conservado también en la colección Durrell de Glasgow. Sin embargo, las atribuciones de las tablas al joven Memling, rechazadas ahora por todas las instituciones en cuya propiedad se encuentran, fueron recusadas, entre otros, por De Vos, para quien serían obras anónimas, surgidas de los pinceles de un modesto seguidor de Van der Weyden, al mismo tiempo que influido por Memling, y se han puesto en relación con otros seguidores de Van der Weyden, como el Maestro de la Leyenda de Santa Catalina.